# Bassin de la Villette

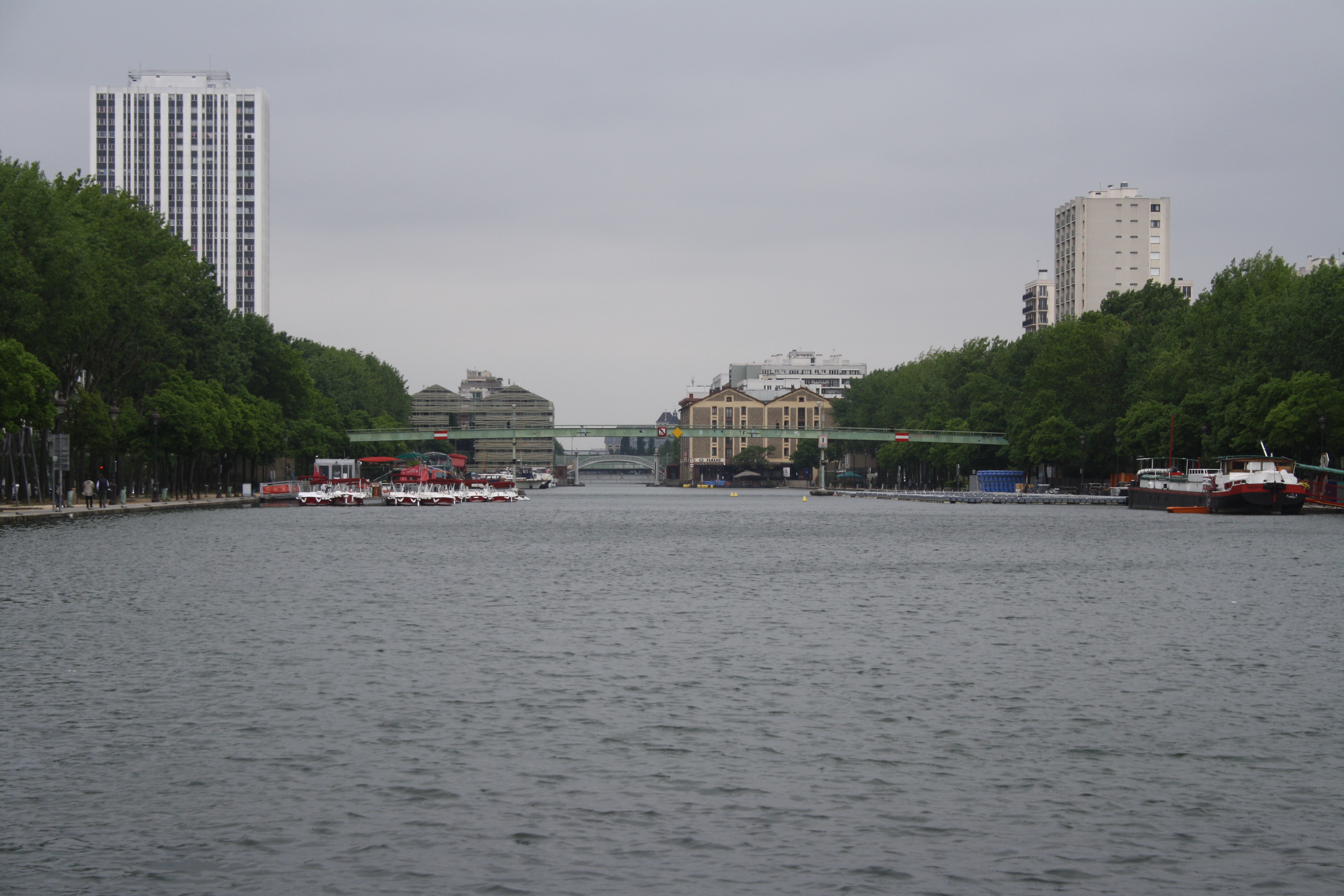
Bassin de la Villette

Das Bassin de la Villette ist das größte künstliche Gewässer von Paris und verbindet die Kanäle Saint-Martin und de l’Ourcq miteinander. Letzterer ist mit dem Canal Saint-Denis verbunden. Das Naherholungsgebiet im 19. Arrondissement der Stadt war einst ein Drehkreuz der Binnenschiffahrt.

## Geschichte

Bassin de la Villette

### Bau unter Napoleon Bonaparte

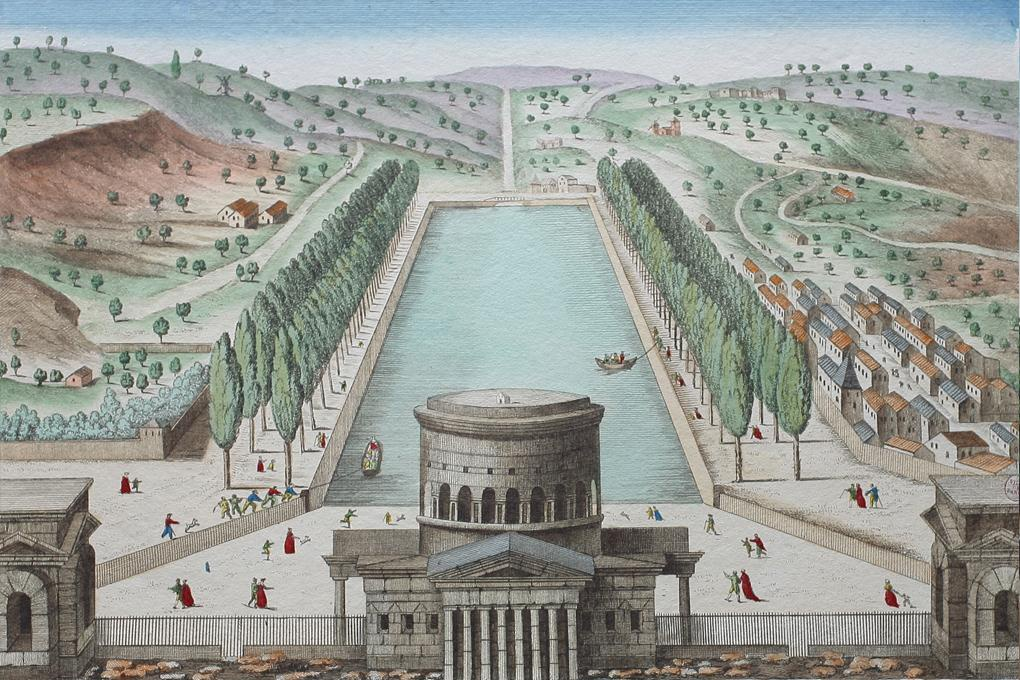
Radierung, anonym (ca. 1820)

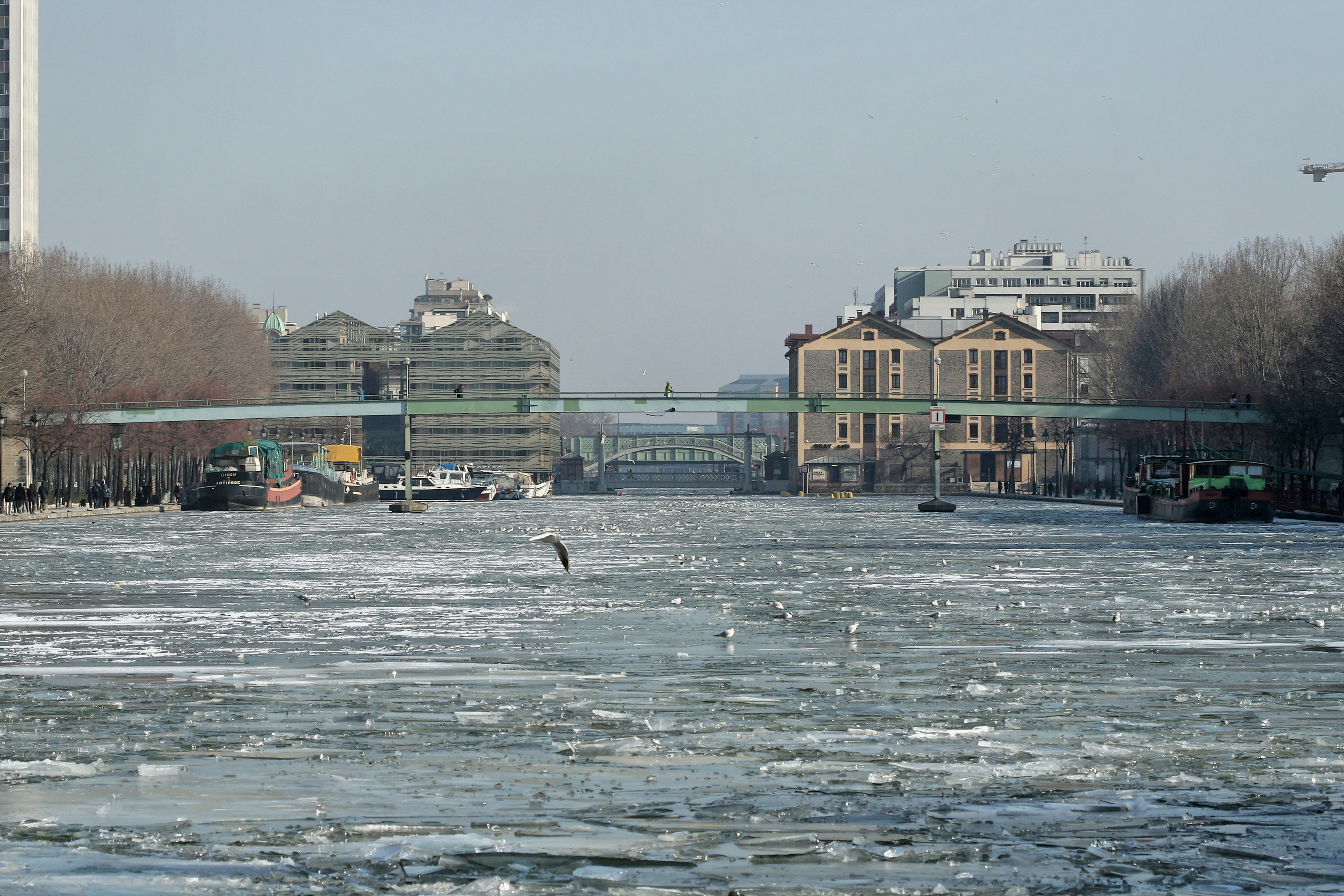
Mündung des Canal de l’Ourcq, im Hintergrund die Hubbrücke, Pont levant de la rue de Crimée

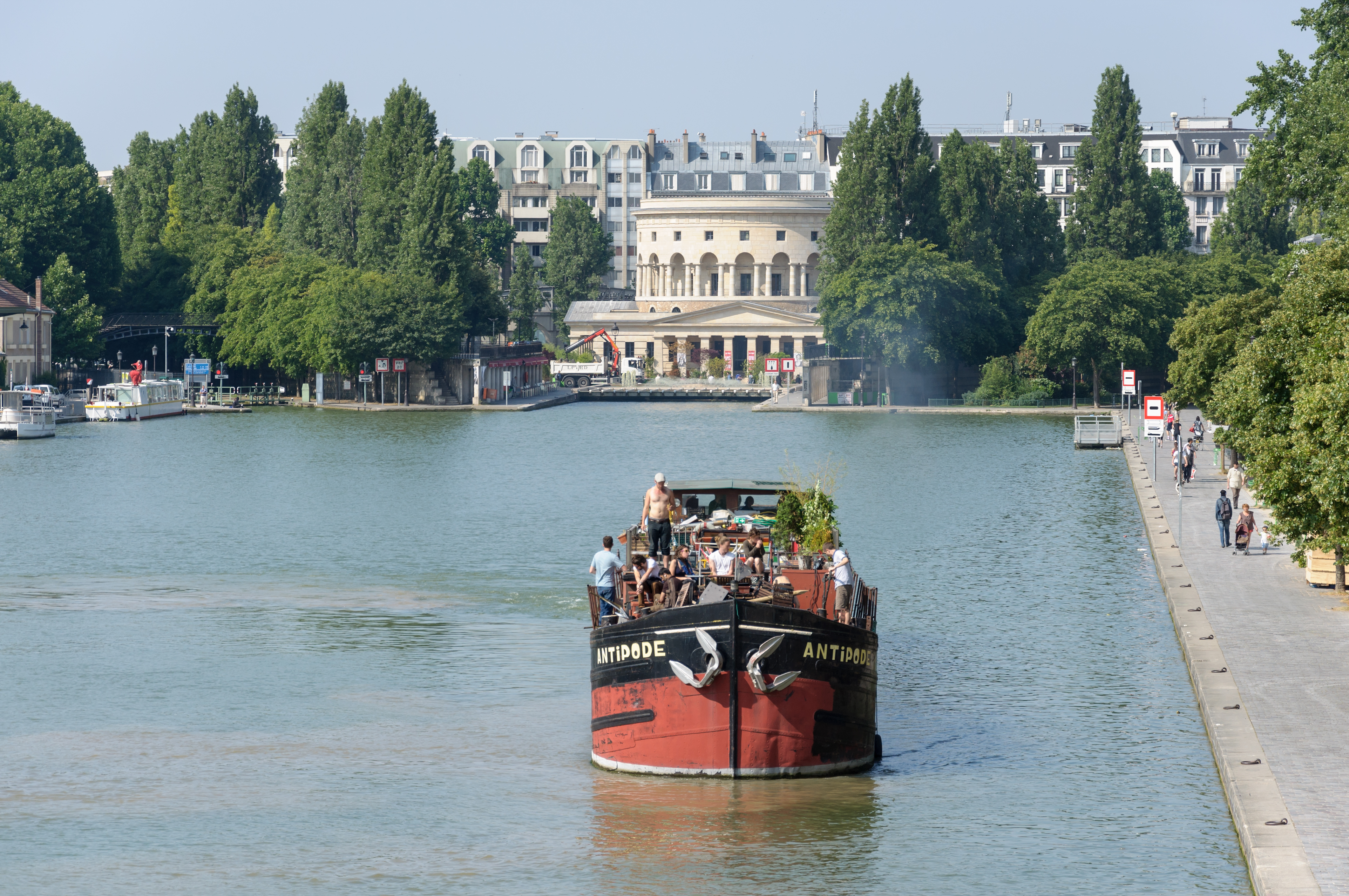
Die Rotonde und (links davon) der Abzweig des Canal Saint-Martin

Mit dem Ziel, die Trinkwasserversorgung der Stadt zu verbessern, proklamierte Napoleon Bonaparte am 28. Mai 1802 folgendes Gesetz:
«Il sera ouvert un canal de dérivation de la rivière d’Ourcq ; elle sera amenée à Paris, à un bassin près de la Villette. [...]» (Es wird ein Seitenkanal eröffnet, der vom Fluss Ourcq abzweigt; er wird nach Paris geführt, zu einem Becken bei La Villette.)
Der Architekt Pierre-Simon Girard wurde mit dem Bau des 700 mal 70 Meter großen und zwei Meter tiefen Beckens sowie dessen Anschluss an den Canal de l’Ourcq beauftragt. Er konzipierte es als Winkelhalbierende der beiden Handelsstraßen Route de Flandre und Route d'Allemagne (heute Avenue de Flandre und Avenue Jean-Jaurès) und richtete es exakt an der Achse der bereits 1788 errichteten Zollstation Rotonde de la Villette aus.
Nach drei Jahren Bauzeit (1805 bis 1808) wurde das Bassin am 2. Dezember 1808 eingeweiht und galt bald als „kleines Venedig von Paris“. Seine von Alleen flankierten Ufer wurden zu einem bevorzugten Ort der Pariser zum Flanieren. In der damals noch ländlichen Gegend gab es bald einige Restaurants und Guinguettes. Es wurden Fischerstechen ausgetragen; in kalten Wintern wurde eisgelaufen, und die Damen fuhren auf der Eisfläche Schlitten.

### Während der Industriellen Revolution
Im Zuge des Ausbaus der Pariser Wasserwege und insbesondere der Eröffnung des Canal Saint-Martin im Jahr 1825 stieg die wirtschaftliche Bedeutung. 1838 liefen etwa zehntausend Schiffe das Bassin de la Villette an.
| Jahr               | 1839    | 1880      | 1900      | 1966    | 1974   |
| ------------------ | ------- | --------- | --------- | ------- | ------ |
| Umschlag in Tonnen | 400.000 | 1.300.000 | 2.000.000 | 250.000 | 71.000 |

Warenumschlag im Bassin de la Vilette

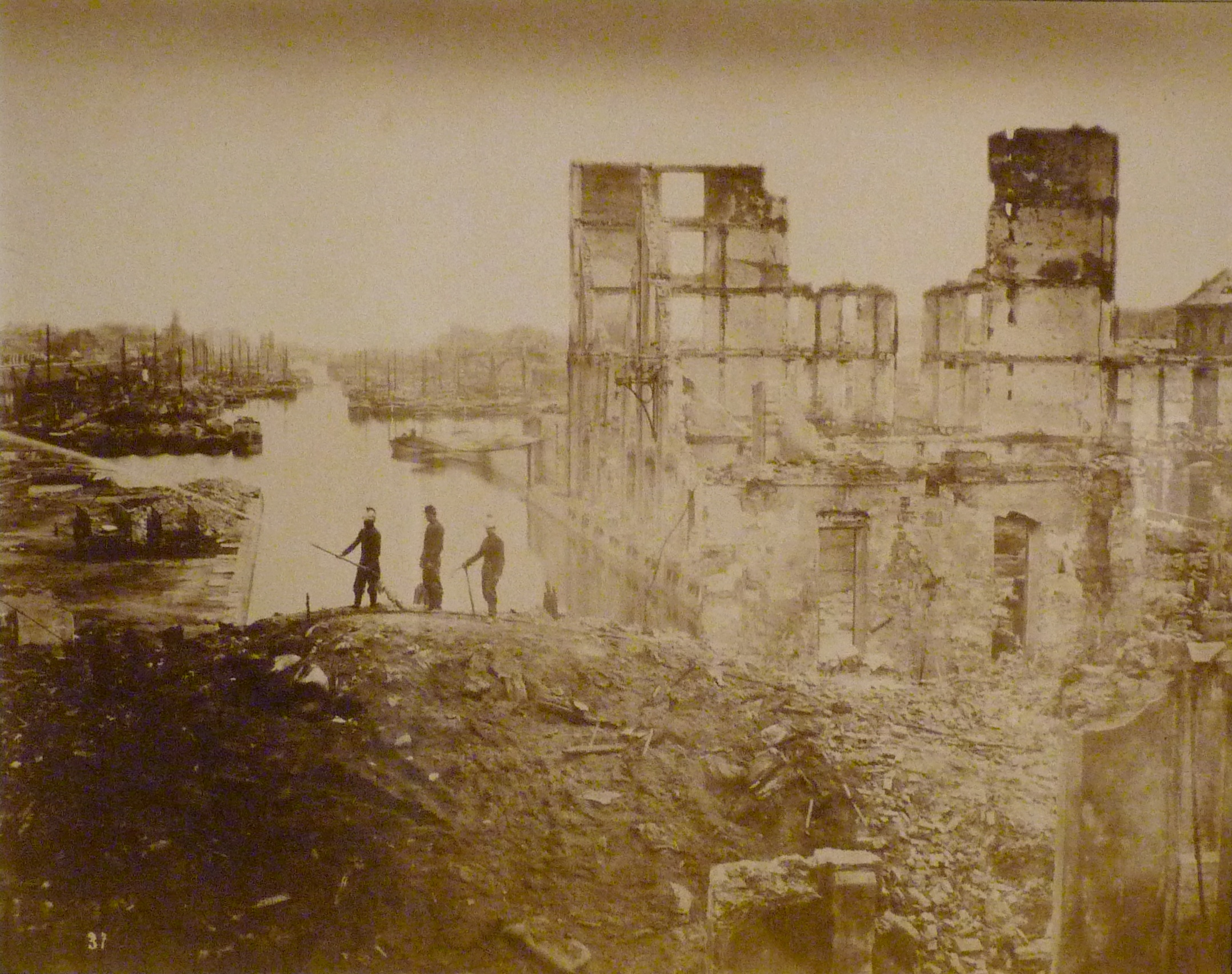
Blick von der zerstörten Rotonde auf das Bassin de la Villette (1871)

Bis 1860 lag das Bassin de la Villette vor den Toren von Paris. Dort konnten außerhalb der Stadtgrenze Waren gelöscht werden, ohne Akzise zu zahlen. Aufgrund dieser steuerlich günstigen Lage siedelten sich schnell Handelsunternehmen an, darunter die Gesellschaft der Magasins Généraux, die große Lagerhallen, einen Schlachthof und einen Viehmarkt errichtete. Zur Weltausstellung 1878 kamen zwei weitere Lagerhallen in Stahlbauweise dazu und brachten dem Viertel La Villette den Ruf der „Lagerhalle von Paris“.
Zwischen 1880 und 1883 wurde das Bassin auf 3,2 Meter vertieft und vergrößert. Ein zweites, etwa 600 Meter langes Verlängerungsbecken zwischen der Rue de Crimée und dem Rond-point des Canaux am heutigen Parc de la Villette wurde ausgebaut. Dies erforderte auch eine neue Brücke. In der Rue de Crimée wurde die Drehbrücke 1885 durch eine Hubbrücke, den Pont levant de la rue de Crimée, ersetzt. Sie ist heute die letzte ihrer Art in Paris.

### Deindustrialisierung im 20. Jahrhundert
Seit den 1950er Jahren wurden mit der Deindustrialisierung die Lagerhallen zunehmend verlassen und verfielen. 1973 schloss der Viehmarkt.
1988 begann ein Stadtentwicklungsprogramm mit einem Volumen von mehr als 100 Millionen Euro, welches das Quartier de la Villette aufwerten sollte. Unter anderem entstanden Sozialwohnungen, Büros, Künstlerateliers, zwei Uferpromenaden sowie zwei in alte Lagerhallen gebaute Multiplex-Kinos. Eines der 1990 abgebrannten Magasins Généraux wurde zu einem Jugendhostel und Hotel umgebaut und die Place de la Bataille de Stalingrad vor der Rotunde wurde neu gestaltet. 2010 lief das Stadtentwicklungsprogramm aus.

## Kultur- und Freizeitangebote
Heute liegen im Bassin de la Vilette zahlreiche ehemalige Lastkähne, die zu Veranstaltungsorten und Cafés umgebaut wurden, darunter die Péniche Opéra mit Musiktheater und das Kinderschiff Péniche Antipode. Eine kleine Fähre verbindet den östlichen Quai de la Loire mit dem Quai de la Seine. Die MK2-Kinos an beiden Seiten des Bassin werden vom Filmemacher Marin Karmitz betrieben.
Seit 2007 ist das Bassin de la Villette Teil von Paris-Plages. Im Juli 2017 wurde im Bassin ein Schwimmbecken eröffnet.